# لويس بيغيلو
لويس بيغيلو هو محامي وسياسي أمريكي، ولد في 18 أغسطس 1785 في بيترسهام في الولايات المتحدة، وتوفي في 2 أكتوبر 1838 في بيوريا في الولايات المتحدة. نشط حزبياً في الحزب الفيدرالي الأمريكي. وقد انتخب عضو مجلس النواب الأمريكي ‏.